# Grób

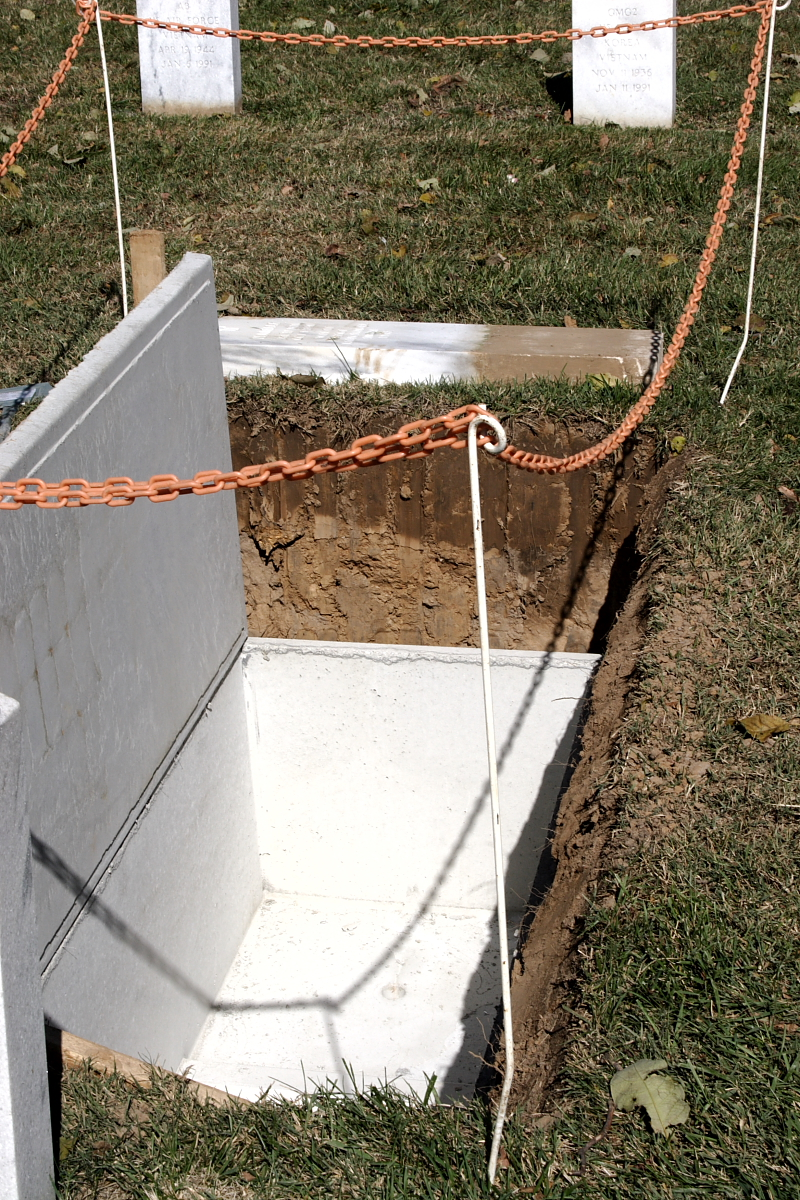

Grób – nisza wykopana w ziemi (grób ziemny), wykuta w skale (grób skalny) lub fragment groty (katakumby), w którym podczas pochówku składane są szczątki zmarłego.
W niektórych kulturach do grobu chowa się ciało, w innych umieszcza się tam skremowane prochy. Groby oznaczane są czasami symbolami religijnymi bądź wytworami sztuki mającymi określać rangę zmarłego. W wielu kulturach nad grobem wznosi się nagrobki. W niektórych religiach groby nie istnieją. W innych otacza się je szczególną czcią uważając za świętość. Wierni na grobach liderów religijnych budują czasami świątynie. W niektórych kulturach do grobów oprócz ciał składane są zwierzęta lub inne przedmioty mające służyć zmarłemu w zaświatach. Pojawiają się też niezależne groby zwierząt.

## Polska

### Historia i prehistoria

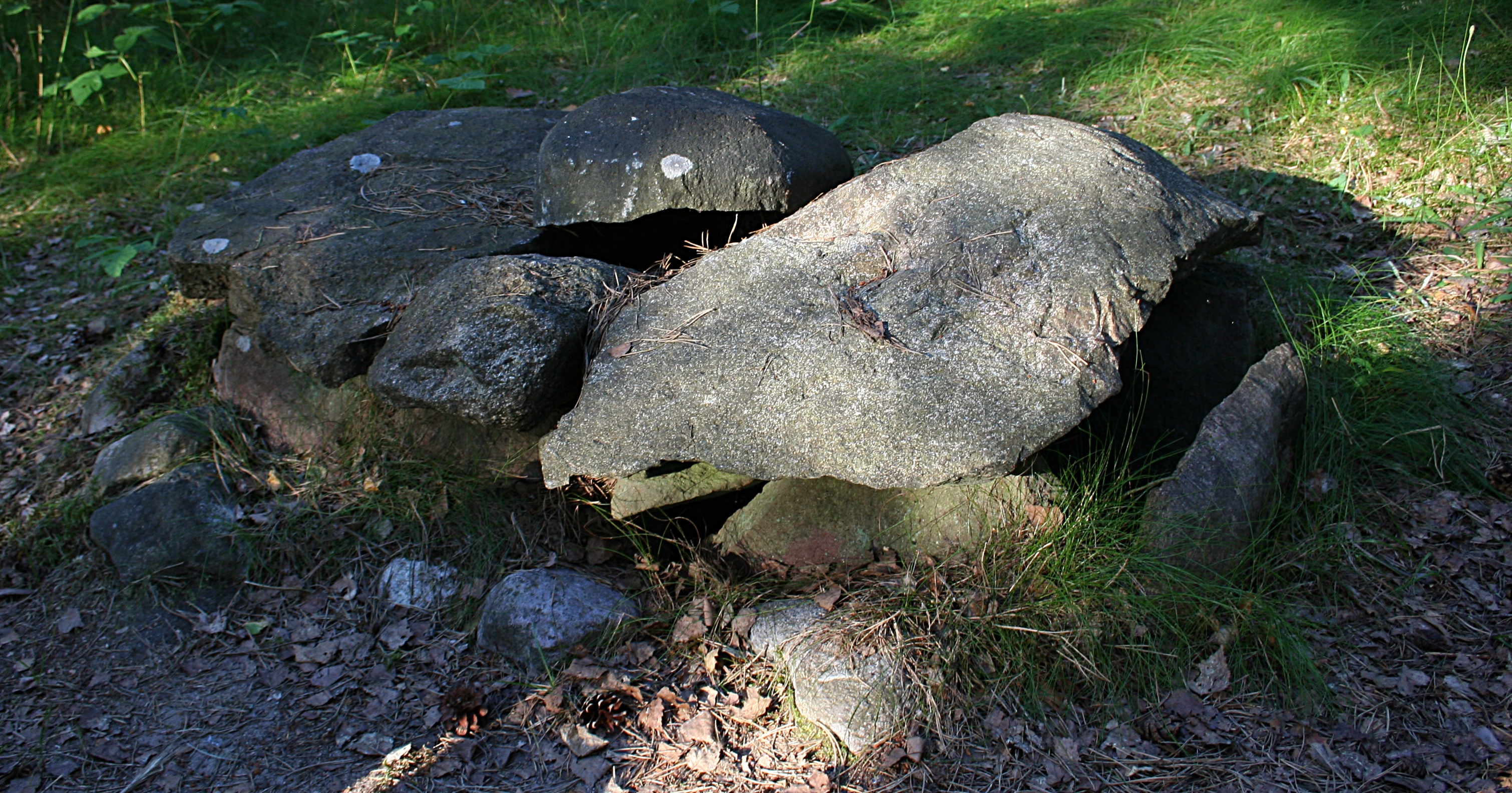
Grób skrzynkowy na stanowisku archeologicznym wchodzącym w obszar chroniony ścieżki lichenologiczno-kulturowej w Leśnie

Ludy zajmujące tereny obecnej Polski, podobnie jak i w innych częściach Europy przed wiekiem X wznosiły najczęściej groby megalityczne, skrzynkowe, komorowe, kurhany lub w formie kamiennych kręgów. Znaczna liczba zachowanych kurhanów (wznoszonych w okresie II-III w. n.e. przez Gotów) znajduje się obecnie w pobliżu miejscowości Odry, Leśno czy Węsiory. Złożenia ciała lub prochów zmarłego do grobu poprzedzały stosowne dla danego okresu obrzędy pogrzebowe.
Inne podziały wyróżniają groby: całopalne, ciałopalne, szkieletowe, szybowy i inne.
Wraz z przyjęciem w roku 966 chrześcijaństwa w Polsce pojawiły się nowe formy pochówku. Symbolem oznaczającym grób stał się niewielki kopiec, na którym umieszczany jest krzyż. W czasach nowożytnych przyjęło się oznaczanie grobu płytą nagrobkową, najczęściej z imieniem i nazwiskiem osoby zmarłej, a także z datą jej narodzin i śmierci. Z kultury greckiej zapożyczony został zwyczaj umieszczania na nagrobkach krótkich utworów poetyckich (epitafiów) mających przypomnieć żywym o losach zmarłego.
Cmentarze stały się w XIX wieku szczególnie ważnym miejscem w Polskiej kulturze. Tradycja powstań skłaniała do okazywania patriotycznego przywiązania do ich zmarłych ofiar. Groby stały się ważnym miejscem publicznej manifestacji poglądów Polaków.
Bardzo liczna diaspora żydowska w Polsce przez stulecia otaczała czcią groby swoich przodków. Na cmentarzach żydowskich oznaczano je macewami oraz dziełami judaistycznej sztuki sakralnej. Po holokauście groby żydowskie popadły w zapomnienie i wiele z nich zostało zniszczonych. Po roku 1989 organizacje z Izraela prowadzą działania na rzecz odrestaurowania grobów ich przodków na terenie RP.

### Współczesność

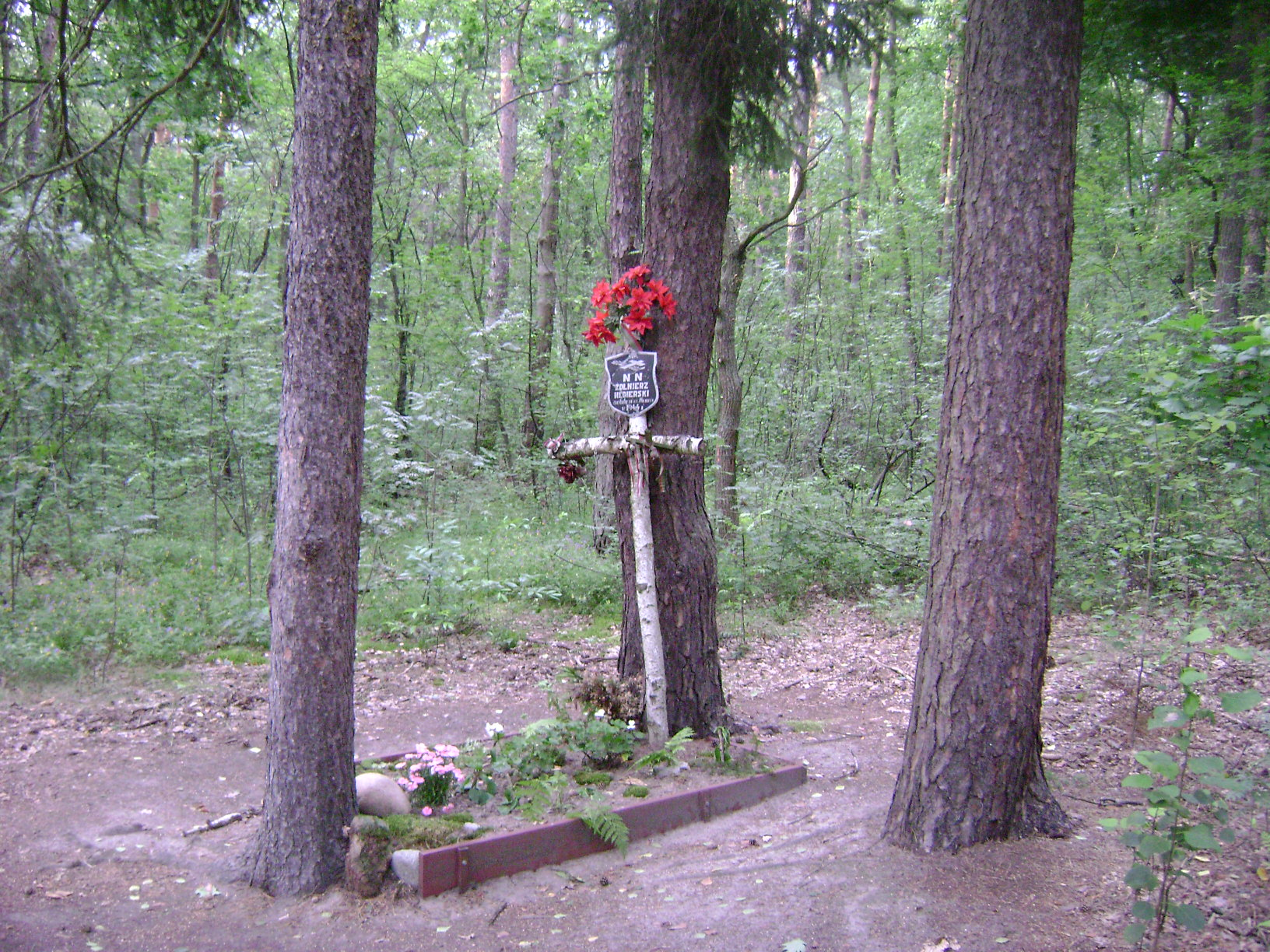
Mogiła nieznanego żołnierza

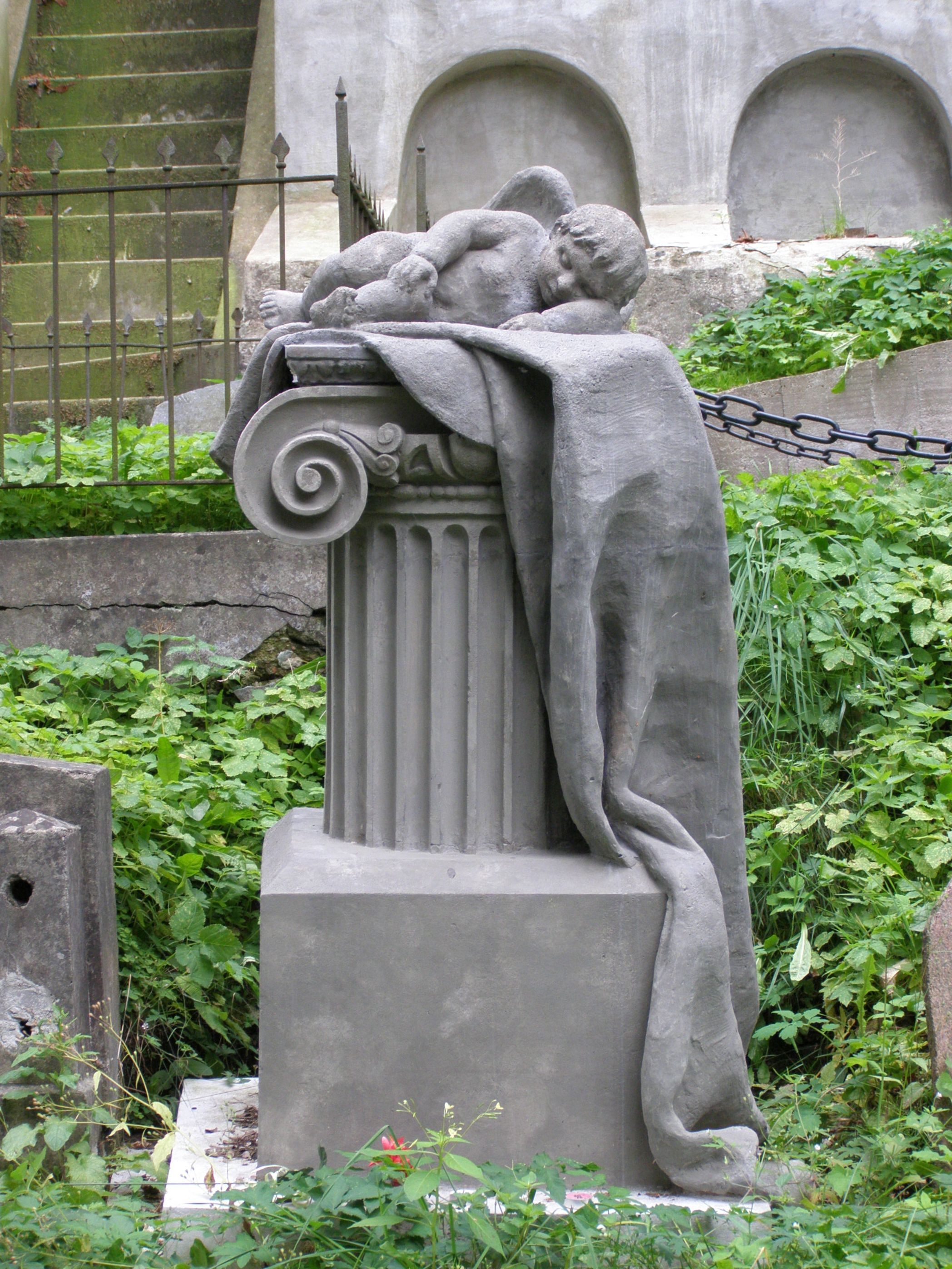
Grób dziecka na cmentarzu Na Rossie w Wilnie

Na polskich cmentarzach, nie licząc grobowców, groby mają zazwyczaj ustaloną wielkość, co na cmentarzach przykościelnych regulowane jest przez rezydujących w parafiach księży.
Poza symbolami religijnymi, takimi jak krzyż czy inskrypcje w postaci krótkiej modlitwy, obecnie na pomnikach nagrobkowych często znajdują się zdjęcia osób zmarłych, na specjalnie wydzielonych powierzchniach sadzone są kwiaty lub na nowszego typu nagrobkach w wazonach zamontowanych na stałe umieszcza się kwiaty. Podczas mszy świętej za osobę zmarłą lub na grobach, podobnie jak podczas Wszystkich Świętych, zapalane są znicze lub lampki, symbolizujące życie wieczne.
Z tego względu, iż cmentarze mają określoną pojemność i z czasem stają się przepełnione, zdarza się, że niektóre osoby rezerwują sobie miejsce na cmentarzu, gdzie chcą być w przyszłości pochowane. W niektórych regionach Polski uważa się, że obrzeża cmentarza, miejsca pod płotem nie są godne chrześcijanina. Przesąd ten wynika stąd, że często praktykowano grzebanie zmarłych nie będących wyznawcami katolicyzmu poza obrębem przykościelnych cmentarzy, np. zaraz za płotem.
Polskie prawo dotyczące pochówku przewiduje, że jedna osoba może spoczywać w grobie przez okres 20 lat; później, gdy rodzina zmarłego nie wykupi grobu ponownie, grób może zostać przekopany i może zostać pochowana tam inna osoba.
Wymiary grobów określa § 10 Rozporządzenie Ministra Infrastruktury z dnia 7 marca 2008.
Na grobach można budować i utrzymywać nagrobki, o wymiarach nieprzekraczających granic powierzchni grobu (§ 14 Rozporządzenia Ministra infrastruktury z dnia 7 marca 2008).

## Europa
W krajach anglosaskich groby mają zwykle głębokość sześciu stóp. O zmarłych czasami mówi się, że spoczywają 6 stóp pod ziemią. Na Białorusi nagrobki często (np. w Brześciu) mają formę wysokich posągów zbliżonych wizerunkiem do osób zmarłych.

## Rodzaje grobów

### Tradycyjne
- ziemne pojedyncze (bez prawa murowania) – grób do którego chowa się trumnę ze zwłokami lub szczątkami i zasypuje ziemią
- ziemne rodzinne (dwumiejscowe); bez prawa murowania – grób służący do pochowania więcej niż jednej trumny, ze zwłokami lub szczątkami
- murowane pojedyncze – grób do którego, chowa się trumnę ze zwłokami lub szczątkami
- murowane rodzinne (dwumiejscowe) – grób służący do pochowania więcej niż jednej trumny, ze zwłokami lub szczątkami
- grobowce rodzinne – niewielkie budowle mogące pomieścić trumny w części nadziemnej i podziemnej

### Urnowe
- ziemne pojedyncze – grób do którego chowa się urnę z prochami i zasypuje ziemią
- ziemne rodzinne (dwumiejscowe) – grób służący do pochowania więcej niż jednej urny z prochami
- murowane pojedyncze – grób do którego, chowa się urnę z prochami
- murowane rodzinne (dwumiejscowe) – grób służący do pochowania więcej niż jednej urny z prochami
- katakumby – pomieszczenie podziemne posiadające nisze, przeznaczone do pochowania zwłok, szczątków w trumnie lub prochów w urnie
- kolumbarium – miejsce naziemne posiadające nisze, przeznaczone do pochowania zwłok, szczątków lub prochów w urnie
- Groby nieznanego żołnierza – zazwyczaj wydzielone w specjalnej strefie cmentarza groby, będące często grobami masowymi.